# 伴走型支援士
伴走型支援士（ばんそうがたしえんし）とは、特定非営利活動法人・ホームレス支援全国ネットワーク（以下、「主催者」と表記）が認定する民間資格である。

## 概要
従来の路上生活者支援が「すぐ目の前にあって危機に瀕している人命」をどうにかしようという認識の下で行われ、
個々の支援者の経験と情熱に頼る部分が多く、具体的な方法論について法令も体系も整っていない状況が続いていたことに鑑み、幅広い知識を有する支援者を育成することを目的とし、2012年3月より講習会の開催と資格認定が行われるようになった。
当初は資格の名称を「ホームレス支援士」としていたが、生活困窮者の支援にはその人の人生に伴走するかたちで地域内での自立した生活の実現まで継続的にサポートを行うが重要であるとし、主催者内部での議論の結果、名称が現在のものに改められた。
現在では、支援活動に携わって間もない者を対象とした2級、及びある程度長期間支援活動の経験を持つ者を対象とする1級の認定が実施されており、広域活動・支援団体の経営・政策提言活動も行える人材を対象とした「マネジメント（仮称）」の認定は2015年度以降になる予定。

## 資格取得の方法
主催者が行う講習会に参加する必要がある。
講習会の開催回数が現在は少ないため、期日に関しては主催者への確認を要する。
現時点で開催された、または開催予定の講習会および開催場所は以下のとおりである。
また、1級の受講資格は、「2級の認定を現に受けている者」に限られる。
1級
- 2014年2月　大阪市
- 2014年12月　千葉市

2級
- 2012年3月　大阪市
- 2012年10月　札幌市
- 2012年11月～12月　京都市
- 2013年2月　岡山市
- 2013年9月　東京都台東区
- 2014年9月　札幌市
- 2015年2月　静岡市

開催にあたっては、主催者の加盟団体のひとつ、北九州ホームレス支援機構が幹事団体となり、開催地に拠点を置く加盟団体が現地での運営スタッフなどの派遣を行う。

### 講習会
講習会では、1級は5日間、2級は3日間にわたって、以下の講義に参加し、最終日に講義の内容をふまえた筆記試験を受ける。1つでも欠席した場合は、筆記試験を受験できない。
ホームレス支援の本質論
- ホームレス問題の近年の傾向や、ホームレス自立支援法の基礎的な内容を理解する。

ホームレス支援の技術論
- 現場での支援活動に関して必要な知識や、生活支援の全体的な流れを理解する。

ホームレスのための就労支援
- 支援対象者が就労し自立するために必要なポイントのほか、訓練型労働などの多様な労働形態を理解する。

ホームレスのための居住支援
- 支援における居住施設の役割、及びそれにまつわる問題点を理解する。

ホームレス支援と社会保障論
- 現在の日本国内での社会保障制度・生活保護制度に関する知識を習得し、支援の実務における制度の活用法を理解する。

ホームレス支援とアフターケア
- 地域生活に移行した後、再び路上生活に戻ることを防ぎ安定して生活を送るために必要な支援の方法論を理解する。

ホームレス支援のための社会福祉
- 各種の障害（精神障害・身体障害・知的障害・発達障害）に関する基本的知識や、社会生活に支障をきたしうる様々な依存症の特徴を理解する。

ホームレス支援のための更生保護
- 支援対象者のうち刑余者にポイントを置き、支援活動に必要な更生保護制度に関する知識を理解する。

ケアプラン方式によるホームレス支援
- 事例を元に、地域生活への移行とその後の支援についてのサポートプランを、グループ討論方式で作成する。

### 試験
講習会の最終日に筆記試験が行われる。採点や最終的な判定については、主催者内に設けられた認定委員会が行う。合格者には、認定証と顔写真入りの認定証明カードが郵送される。

## 補足
2012年10月に講習会が札幌市で開催されて北海道内に活動拠点を持つ有資格者が増加することを受けて、賛助団体のひとつである合同会社なんもさサポート内に、「伴走型支援士会北海道支部」が設けられることになった。